# Jefe de Gabinete de la Secretaría de la Función Pública
Cargo de Jefatura de la Secretaría de la Función Pública, creada por los Decretos Nº 290 del 27 de febrero de 1995, el Nº 290 del 7 de mayo de 1993 y modificatorios , en la República Argentina, presidida en su creación por el político argentino Gustavo Beliz, y cuyo Jefe de Gabinete fue el periodista y dirigente Víctor Ramos.